# Rigoberto Ezquerra Cáceres
Rigoberto Ezquerra Cáceres (Canchis, 11 de septiembre de 1925 - Florida, 2 de junio del 2015) fue un biólogo y político peruano. Fue congresista de la república durante el periodo 1995-2000 y alcalde de la provincia de Canchis de 1971 hasta 1978.

## Biografía
Nació en la provincia de Canchis, ubicado en el departamento del Cusco, el 11 de septiembre de 1925. Cursó sus estudios primarios en el Centro Escolar 791 de Sicuani y secundarios en el Colegio Pumacahua. Es bachiller en Ciencias Biológicas y Farmacia por la Universidad Nacional de San Antonio Abad del Cusco y en la Universidad Mayor de San Andrés ubicado en La Paz, Bolivia.
Obtuvo el Doctorado en esa especialidad en San Marcos y Maestría en las universidades de Salamaca, España, y Columbia de Estados Unidos.

## Vida política

### Alcalde de Canchis
Durante el gobierno militar de Juan Velasco Alvarado, Ezquerra estuvo ejerciendo como alcalde de la provincia de Canchis desde 1971 hasta 1978 cuando Francisco Morales Bermúdez asumió la presidencia.
Intentó postular al Senado en las elecciones generales de 1990 por el Frente Nacional de Trabajadores y Campesinos (FRENATRACA), sin embargo, no resultó elegido.

### Congresista de la República
En las elecciones parlamentarias de 1995, participó como candidato al Congreso de la República por la lista de Unión por el Perú. Ezquerra resultó elegido, con 8,667 votos, para el periodo parlamentario 1995-2000.
Durante su gestión congresal, presentó un proyecto de ley para declarar amnistía laboral en favor de los trabajadores obreros de las municipalidades del país, que fueron despedidos entre 1993 y 1997 por causa de excedencia. Se alejó de UPP para luego pasarse a la bancada fujimorista Cambio 90-Nueva Mayoría.
Culminando su gestión, Ezquerra intentó su reelección al Congreso en las elecciones parlamentarias del 2000 por el Frente Popular Agrícola del Perú, sin embargo, no resultó reelegido.

## Fallecimiento
El 2 de junio del 2015, Rigoberto Ezquerra falleció a los 89 años en Florida, ubicado en Estados Unidos.